# City of Gosford
City of Gosford var en kommun i Australien. Den låg i delstaten New South Wales, i den sydöstra delen av landet, omkring 58 kilometer norr om delstatshuvudstaden Sydney. 2014 var antalet invånare 170 752.
Kommunen upphörde den 12 maj 2016 då den slogs samman med Wyong Shire för att bilda det nya självstyresområdet Central Coast Council.
Följande samhällen ingick i City of Gosford:
- Umina
- Narara
- Lisarow
- Erina
- Ettalong
- Ettalong Beach
- Avoca Beach
- East Gosford
- Gosford
- Point Clare
- Bensville
- Empire Bay
- Davistown
- Forresters Beach
- Blackwall
- Holgate
- Macmasters Beach
- Mangrove Mountain
- Koolewong
- Killcare Heights
- Kincumber
- Kincumber South
- Killcare
- Matcham
- Picketts Valley
- Mooney Mooney
- Pearl Beach
- Woy Woy Bay
- Calga
- Laughtondale
- Peats Ridge
- Patonga
- Wendoree Park
- Gunderman
- Bar Point
- Cheero Point

I övrigt fanns följande i City of Gosford:
- Vattendrag:
  - Tank Creek (ett vattendrag)

- Insjöar:
  - Bulbarang Lagoon (en lagun)

- Berg:
  - Mangrove Mountain (ett berg)
  - Mount Elliot (ett berg)
  - Mount Ettalong (ett berg)
  - Mount Mouat (ett berg)
  - Mount Olive (ett berg)
  - Mount Pleasant (ett berg)